# Lakunarność
Lakunarność jest odpowiednikiem wymiaru fraktalnego, opisuje budowę fraktala. Związana jest z wielkością dystrybucji dziur. Ogólnie mówiąc opisuje, czy fraktal ma duże otwory lub dziury – ma on wtedy wysoką lakunarność. 
Pojęcie lakunarności stosowane jest w technikach przetwarzania obrazu, w tym przy analizie obrazów medycznych. Pierwszy pojęcie lakunarności zaproponował Benoît Mandelbrot. 
Wzorem matematycznym lakunarność można opisać jako stosunek wariancji dla funkcji P(m,r), która określa prawdopodobieństwo znalezienia punktów m w kwadracie o rozmiarze r dla danej wartości r do kwadratu średniej tej funkcji: 
{\displaystyle L(r)={\frac {\sum _{m=1}^{r^{2}}m^{2}P(m,r)-(\sum _{m=1}^{r^{2}}mP(m,r))^{2}}{(\sum _{m=1}^{r^{2}}mP(m,r))^{2}}}}